# List herbowy

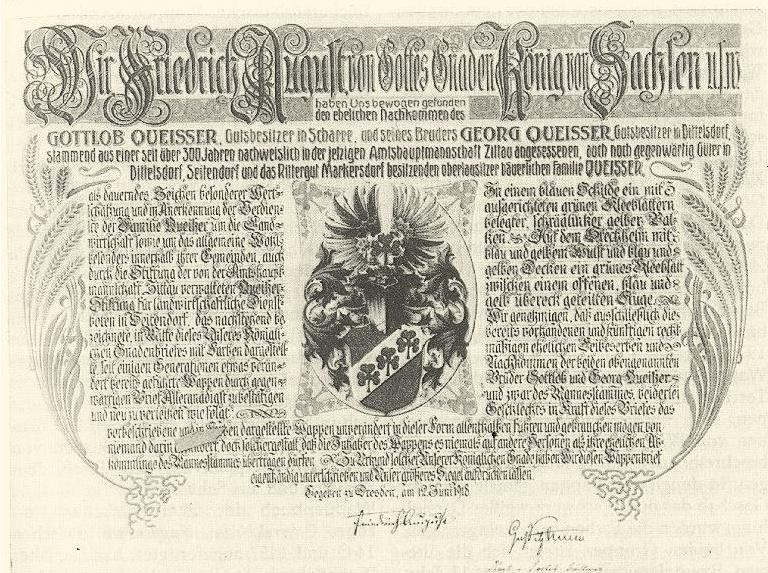
List herbowy króla Saksonii Fryderyka Augusta III dla rodziny Queisser z 1918 r.

List herbowy (z niem. Wappenbrief) – dyplom nadania herbu, w odróżnieniu od dyplomu nobilitacji najczęściej przyznający jedynie prawo do używania herbu, bez przywilejów szlacheckich. Popularny m.in. w państwach niemieckich, Wlk. Brytanii, Holandii, rzadko wydawany również przez polskich monarchów. Najstarszy znany list herbowy wydał cesarz Ludwik IV Bawarski i w 1338 r. hrabiom Carbonesi. Obecnie wydawane są w większości państw, w których istnieją heroldie, a więc głównie w monarchiach. W niektórych krajach władcy cedowali prawo nadawania herbów na inne prócz heroldii urzędy i osoby, np. w Rzeszy Niemieckiej prawo nadawania herbów w imieniu cesarza mieli także hofpfalzgrafowie (hrabiowie pałacowi). Od XVII wieku listy herbowe wystawiali także władcy poszczególnych państw Rzeszy, niektórzy biskupi, mający godność elektora a nawet głowy niektórych niesuwerennych rodów (hrabiowie von Schönborn). List herbowy przyznawał najczęściej herb rodzinom mieszczańskim (za tym następowała często późniejsza nobilitacja), organizacjom, cechom, korporacjom itp.
W Polsce listy herbowe, nadające tylko herb, bez nobilitacji, są rzadkie. Można do nich zaliczyć nadania tytułu złotego rycerza oraz nadanie herbu geometrze Mikołajowi Hybnerowi przez Jana Albrychta Radziwiłła z 1612 r..

## Literatura
- Gert Oswald: Lexikon der Heraldik, Bibliographisches Institut, Leipzig, 1984, ISBN 3-411-02149-7
- Bartosz Paprocki: Herby rycerstwa polskiego, Kraków, 1858